# سونگ سی بک
سونگ سی بک (انگلیسی: Sung Si-bak؛ زادهٔ ۱۸ فوریهٔ ۱۹۸۷) اسکیت‌باز سرعت اهل کره جنوبی است.